# メクレンブルク

メクレンブルク公国の紋章 (牛の図案が特徴的)

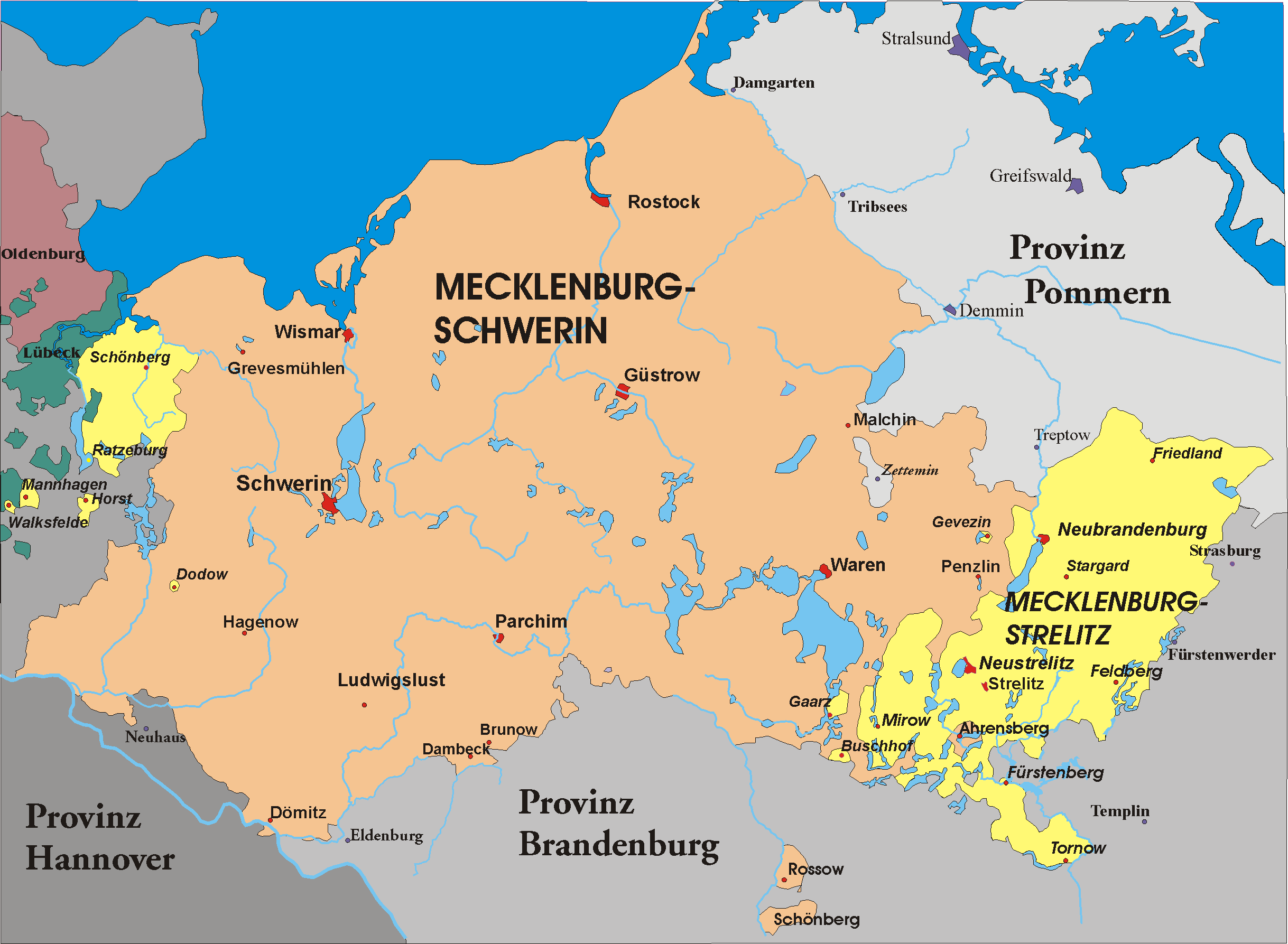
メクレンブルクがメクレンブルク＝シュヴェリーンとメクレンブルク＝シュトレーリッツに分かれていた1866年から1934年までの地図。

メクレンブルク（Mecklenburg, ドイツ語発音: [ˈmeːklənbʊʁk, ˈmɛklənbʊʁk], 低地ドイツ語: Mękelborg）は、ドイツ北部の歴史的な地域で、連邦州であるメクレンブルク＝フォアポンメルン州の西部の大部分を占めている。この地域における主要な都市はロストック、シュヴェリーン、ノイブランデンブルク、ヴィスマール、ギュストローなどがある。
メクレンブルクという名前は、シュヴェリーンとヴィスマールの間に位置する「メクレンブルク城 (Mikilenburg)」（古ザクセン語で 「大きな城」、これを近代ラテン語またはギリシャ語に逐語訳したものが「メガロポリス (Megalopolis)」である）に由来している。スラヴ諸語でも同じく「大きな城」を意味する「ヴェリグラード (Veligrad)」の名で知られる。この城は、家系がメクレンブルク＝シュヴェリーンとメクレンブルク＝シュトレーリッツに二分されるまで、メクレンブルク家に代々受け継がれてきた。
メクレンブルクでは、低地ドイツ語の語彙および音韻の特徴が多く受け継がれている。
この地域の住民の呼称は「メクレンブルギッシュ (mecklenburgisch)」で、住人は「メクレンブルガー (Mecklenburger)」と呼ばれる。

## 地理
メクレンブルクのほとんどは平地で、池のある低湿地帯や沼地、草原、ところどころに点在する小さな森が共通して見られる。バルト海に向かって北上するにつれ、地勢も変化する。
メクレンブルクの泥炭層の下には、古代の溶岩砕屑物がよく見つかる。伝統的に、田舎ではこれを切り出してセメントやレンガ、木材とともに家の建材として用いる。そのため田舎の家の外観は非常に特徴的である。
メクレンブルクでは農業も行われているが、土地は痩せており、むしろ放牧に最適とされている。

### メクレンブルクの主要都市の一覧
| 町/ 都市                             | 行政区分                               | 人口 2012年12月31日現在 | 写真                                                                    |
| ------------------------------------ | -------------------------------------- | ----------------------- | ----------------------------------------------------------------------- |
| ロストック                           | 郡独立市                               | 202,887                 | Rostock-Warnemünde                                                      |
| シュヴェリーン                       | 郡独立市                               | 91,264                  | Schwerin Palace (seat of the state parliament of Mecklenburg-Vorpommern |
| ノイブランデンブルク                 | メクレンブルギッシュ＝ゼーンプラッテ郡 | 63,509                  | Neubrandenburg im Morgennebel, by Caspar David Friedrich                |
| ヴィスマール                         | ノルトヴェストメクレンブルク郡         | 42,433                  | Wismar waterworks                                                       |
| ギュストロー                         | ロストック郡                           | 28,586                  | Güstrow renaissance palace                                              |
| ノイシュトレーリッツ                 | メクレンブルギッシュ＝ゼーンプラッテ郡 | 20,322                  | Royal Church Neustrelitz                                                |
| ヴァーレン・アン・デア・ミューリッツ | メクレンブルギッシュ＝ゼーンプラッテ郡 | 21,074                  | The Müritzeum aquarium in Waren                                         |
| パルヒム                             | ルートヴィヒスルスト＝パルヒム郡       | 17,174                  | Parchim post office                                                     |
| ルードヴィヒスルスト                 | ルートヴィヒスルスト＝パルヒム郡       | 11,998                  | Ludwigslust baroque palace ("Versaille of the North")                   |
| バート・ドーベラン                   | ロストック郡                           | 11,427                  | Brick Gothic Doberan Minster                                            |
| ハーゲノー                           | ルートヴィヒスルスト＝パルヒム郡       | 11,324                  | Old town and church of Hagenow                                          |
| グレーヴェスミューレン               | ノルトヴェストメクレンブルク郡         | 10,621                  | Windmill of Grevesmühlen                                                |
| ボイツェンブルク/エルベ              | ルートヴィヒスルスト＝パルヒム郡       | 10,169                  | Boizenburg moat around the old town                                     |
| テーテロー                           | ロストック郡                           | 8733                    | Teterow Bergring race track                                             |
| マルヒーン                           | メクレンブルギッシュ＝ゼーンプラッテ郡 | 7657                    | Kalensches Tor, city gate in Malchin                                    |

## 歴史

### 初期の歴史
メクレンブルクでは先史時代の支石墓が多く見つかっている。また、ここに最初に組織的に居住したのはケルト系民族と考えられている。そして、少なくとも紀元前100年前には既に「キリスト教化される以前の」ゲルマン人がこの地域に居住していた。
メクレンブルクの伝統的なシンボルは、皮のある、王冠を被ってにやりとしている雄の子牛の頭 (低地ドイツ語: Ossenkopp ("osse" は中央低地ドイツ語で「子牛」または「牛」。「牛の頭」の意) だが、起源はその時代までさかのぼると言われている。このシンボルは、当時の人々が何を身にまとっていたかを表している。すなわち、雄の子牛の頭を帽子としてかぶり、日光から首を守るために背中へと皮をかけ、その姿全体でもって敵に恐怖心を与えていた。
7世紀から12世紀にかけて、メクレンブルクに西部スラブ人 (中でも最も著しいのは、ドイツ語で「ヴェンド人」と呼ばれたオボトリート族などの民族) が進入し、ゲルマン人に取って代わっていった。19世紀まで続くメクレンブルク公家は、11世紀のオボトリート族長ニクロット (Niklot) が始祖である。
12世紀の終わり、ザクセン公ハインリヒ獅子公がこの地域を征服して地元貴族を支配下に置くと、後に北方十字軍となる組織を用いて現地住民をキリスト教に教化していった。12世紀から14世紀にかけて、多くのゲルマン人やフランドル人が移住してきた (東方植民) ことから、ゲルマンの法制度や改良された農業技術が移入された。ヴェンド人は、ザクセン州やデンマーク、リューティチへの侵入と遠征、そして内乱を含めて数世紀にも渡る戦乱と荒廃をくぐり抜けてきたが、その後数世紀をかけてこの地域に同化していった。しかし、メクレンブルクでは長きにわたってスラブ語の影響を受けた言葉が使われていた。たとえば都市のSchwerin (シュヴェリーン) は元はスラブ語で「Zuarin (ツァーリン)」と呼ばれていた。他にも「Bresegard (ブレゼガルト)」の町名のうち、'gard'の部分はスラブ語で都市や町を意味する'grad'に由来する。
12世紀頃からその領域は安定してくるようになり、また、周辺国からも概ね独立を保った。宗教改革の時期には、まずシュヴェリーン伯がプロテスタントに改宗し、メクレンブルク公もそれに続いたと考えられている。

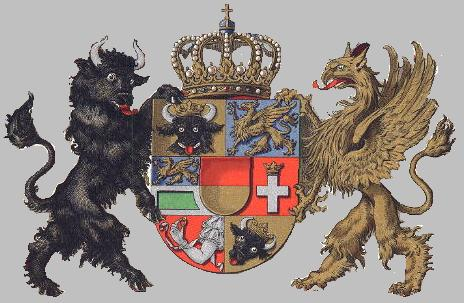
歴史ある7地域の紋章(メクレンブルク大公国、シュヴェリーン公国、ラッツェブルク公国、シュヴェリーン、ロストック、ヴェルレ、シュターガルトの7君主を象徴している)

### 1621年から1933年まで
多くのドイツ諸邦の例に漏れず、メクレンブルクでも何度か同族間で所領のやり取りが行われた。1621年には、メクレンブルク＝シュヴェリーン公国とメクレンブルク＝ギュストロー公国の二つに分割された。1701年にギュストロー系が絶えるとその所領は再分割され、メクレンブルク＝シュヴェリーン公国と新たな家系を据えたメクレンブルク＝シュトレーリッツ公国になった。
メクレンブルクの両公国は1815年に大公国に昇格し、その後は1918年のドイツ革命まで、啓蒙的ではあるが絶対的な君主の統治が続いた。第一次世界大戦直前には憲法も制定されてはいたが、結婚や転居のために大公の許可が必要であるなどといったいかにも封建的な制度が、他のドイツ諸邦ではすっかり廃れた1918年まで残っていた。19世紀後半になってさえ、メクレンブルクの所領の半分以上は大公の私有財産であった。メクレンブルクは神聖ローマ帝国の領邦となって以来、わずか2年の空白期間を除いて大公が統治していたが、ドイツ革命による君主制廃止の流れに抗うことはできず、退位に追い込まれた。1918年から1933年までは、ヴァイマル共和政下でメクレンブルク＝シュヴェリーン自由州およびメクレンブルク＝シュトレーリッツ自由州となった。
伝統的に、メクレンブルクはドイツ諸邦における最貧国の一つであり、それはドイツが統一されても変わらなかった。その理由はさまざまであるが、確実なのは土地が痩せており他のドイツ諸邦のような食料生産ができなかったことである。1918年の大公廃位の後、独立しようとする動きもあったが、他地域への依存は明らかで避けようもないことから、結局失敗に終わった。

### 1934年以降の歴史
メクレンブルクは3世紀に渡って二つに分かれていたが、1934年に両メクレンブルクはナチ党政権の地方行政改革によりメクレンブルク州として統一された。ドイツ国防軍はメクレンブルクとポメラニアを第二軍管区とし、シュチェチンに本部を置いて歩兵大将ヴェルナー・キーニッツを軍管区司令官とした。メクレンブルクはシュヴェリーンの地域本部の管轄となり、シュヴェリーン、ロストック、パルヒム、ノイシュトレーリッツの軍部隊を統括した。

メクレンブルクの旗

第二次世界大戦後、ドイツ東部を占領したソ連はメクレンブルクと隣接する西ポメラニアを合併させてメクレンブルク＝フォアポンメルン州とした。メクレンブルクは州の面積の3分の2を占め、人口においても多数派を占めた。メクレンブルク＝フォアポンメルン州はソ連やポーランドに併合された旧ドイツ領から追放された多くの避難民を受け入れ、定住した者も多かった。ソ連は1947年にメクレンブルク＝フォアポンメルン州をメクレンブルク州に改称した。
1953年、東ドイツ政府は中央集権化を進めるため各州を県に分割して自治権を縮小することにした。これを受けてメクレンブルク州はロストック県、シュヴェリーン県、ノイブランデンブルク県の3県に分割された。
1990年のドイツ再統一に際してメクレンブルク＝フォアポンメルン州が復活し、ドイツ連邦共和国の16ある州の1つとなった。

## メクレンブルク公国の紋章
メクレンブルク家はバルト海沿岸に勢力を有したオボトリート族、ケシニ族 (Chizzini)、ツィルツィパニ族 (Circipani) の王子ニクロト(Niklot、1160年没）が始祖である。その子孫はキリスト教に改宗し、1170年には神聖ローマ帝国の候に、そして1348年7月8日にはメクレンブルク公爵に叙された。1658年2月27日には、公爵家はメクレンブルク＝シュヴェリーン家とメクレンブルク＝シュトレーリッツ家に分かれた。
メクレンブルクの両公爵家は伝統的に青-黄-赤の三色旗を用いていた。しかし、分立している300年のうちに、色の順序は何度か入れ替えられている。例えば1813年には黄-赤-青の順であったが、1863年12月23日にシュヴェリーンで、1864年1月4日にはシュトレーリッツで、青-黄-赤の順に改められた。一方、海上旗についてはメクレンブルク＝シュヴェリーンが1855年3月24日に黄色に代えて白を使うことを法制化した。
このためか、ジープマッハー紋章図鑑ではシュヴェリーンは青-白-赤、シュトレーリッツは青-黄-赤となっている。
また、同図鑑によれば、シュヴェリーン大公家は大きさが3.75メートル×5.625メートルで中央の白い部分に高さ1.75メートルの紋章を入れた旗を使っていたという。

## 経済

### 観光
メクレンブルクは1990年のドイツ再統一以降、観光客数が大きく増加している。特に観光客数が増加しているのは、バルト海のビーチや海浜リゾート (ヴァーネミュンデ、ボルテンハーゲン、ハイリゲンダム、キュールングスボルン、レリクなどは「ドイツのリヴィエラ」と呼ばれる)、ありのままの自然に恵まれた「メクレンブルク湖畔地方」や「メクレンブルクシュヴァイツ (Mecklenburgische Schweiz)」、中世のハンザ同盟のレンガ造ゴシック建築で有名なロストック、グライフスヴァルト、シュトラールズントおよびヴィスマール (後半2つは世界遺産)、そしてシュヴェリーン、ギュストロー、ルートヴィヒスルスト、ノイシュトレーリッツの王宮である。